# Lituya-Gletscher
Der Lituya-Gletscher ist ein 19 km langer Gletscher im Glacier-Bay-Nationalpark im Panhandle von Alaska (USA). 

## Geografie
Das Nährgebiet des Gletschers befindet sich an der Nordwestflanke des Mount Wilbur in der südlichen Fairweather Range auf einer Höhe von 1700 m. Von dort strömt er in überwiegend westsüdwestlicher Richtung aus dem Gebirge. Er erreicht schließlich die Fairweather-Verwerfung und biegt in Richtung Südsüdost ab. Kurz darauf endet er am Gilbert Inlet, der nordwestlichen Seitenbucht der Lituya Bay, die sich zum offenen Meer hin öffnet. Die mittlere Gletscherbreite liegt bei 900 m.

## Gletscherentwicklung
Der Lituya-Gletscher zog sich in den letzten Jahren immer weiter zurück. Um das Jahr 2010 war er am Übergang von einem Gezeitengletscher zu einem Landgletscher. Das bedeutet, dass die Gletscherzunge mittlerweile selbst bei Flut nicht mehr das Meer erreicht.